# Gran Premio motociclistico d'Austria 1990
Il Gran Premio motociclistico d'Austria fu il sesto appuntamento del motomondiale 1990, si trattò della diciannovesima edizione del Gran Premio motociclistico d'Austria valido per il motomondiale.
Si svolse il 10 giugno 1990 a Salisburgo e ottennero la vittoria Kevin Schwantz in classe 500, Luca Cadalora in classe 250 e Jorge Martínez in classe 125, mentre tra i sidecar si impose l'equipaggio Egbert Streuer/Geral de Haas.

## Classe 500

### Arrivati al traguardo
| Pos. | Pilota               | Moto   | Tempo     | Griglia | Punti |
| ---- | -------------------- | ------ | --------- | ------- | ----- |
| 1    | Kevin Schwantz       | Suzuki | 38.21.304 | 1       | 20    |
| 2    | Wayne Rainey         | Yamaha | 38.21.865 | 2       | 17    |
| 3    | Michael Doohan       | Honda  | 38.46.608 | 3       | 15    |
| 4    | Pierfrancesco Chili  | Honda  | 38.58.608 | 5       | 13    |
| 5    | Niall Mackenzie      | Suzuki | 39.07.738 | 7       | 11    |
| 6    | Sito Pons            | Honda  | 39.08.175 | 4       | 10    |
| 7    | Christian Sarron     | Yamaha | 39.27.377 | 6       | 9     |
| 8    | Jean-Philippe Ruggia | Yamaha | 39.40.879 | 8       | 8     |
| 9    | Juan Garriga         | Yamaha | 1 giro    | 9       | 7     |
| 10   | Randy Mamola         | Cagiva | 1 giro    | 10      | 6     |
| 11   | Alex Barros          | Cagiva | 1 giro    | 11      | 5     |
| 12   | Ron Haslam           | Cagiva | 2 giri    | 12      | 4     |
| 13   | Marco Papa           | Honda  | 2 giri    | 13      | 3     |
| 14   | Cees Doorakkers      | Honda  | 2 giri    | 15      | 2     |
| 15   | Karl Truchsess       | Honda  | 4 giri    | 14      | 1     |

### Non qualificati
| Pilota         | Moto  |
| -------------- | ----- |
| Hans Jörg Butz | Honda |
| Alois Meyer    | Honda |

## Classe 250

### Arrivati al traguardo
| Pos. | Pilota             | Moto     | Tempo     | Griglia | Punti |
| ---- | ------------------ | -------- | --------- | ------- | ----- |
| 1    | Luca Cadalora      | Yamaha   | 34.06.908 | 6       | 20    |
| 2    | Martin Wimmer      | Aprilia  | 34.07.397 | 4       | 17    |
| 3    | John Kocinski      | Yamaha   | 34.07.607 | 2       | 15    |
| 4    | Wilco Zeelenberg   | Honda    | 34.07.676 | 8       | 13    |
| 5    | Reinhold Roth      | Honda    | 34.07.889 | 5       | 11    |
| 6    | Helmut Bradl       | Honda    | 34.08.256 | 3       | 10    |
| 7    | Jacques Cornu      | Honda    | 34.08.867 | 11      | 9     |
| 8    | Dominique Sarron   | Honda    | 34.14.588 | 7       | 8     |
| 9    | Didier de Radiguès | Aprilia  | 34.30.676 | 9       | 7     |
| 10   | Loris Reggiani     | Aprilia  | 34.30.879 | 14      | 6     |
| 11   | Marcellino Lucchi  | Aprilia  | 34.41.412 | 13      | 5     |
| 12   | Jochen Schmid      | Honda    | 34.49.211 | 17      | 4     |
| 13   | Paolo Casoli       | Yamaha   | 34.49.849 | 18      | 3     |
| 14   | Jorge Martínez     | JJ Cobas | 34.49.883 | 16      | 2     |
| 15   | Alberto Rota       | Aprilia  | 34.50.040 | 30      | 1     |
| 16   | Andrea Borgonovo   | Aprilia  | 34.50.357 | 19      |       |
| 17   | Andreas Preining   | Aprilia  | 34.50.632 | 23      |       |
| 18   | Harald Eckl        | Aprilia  | 35.05.400 | 20      |       |
| 19   | Bernard Haenggeli  | Aprilia  | 35.05.537 | 29      |       |
| 20   | Urs Jücker         | Yamaha   | 35.21.790 | 31      |       |
| 21   | Bernd Kassner      | Yamaha   | 35.21.849 | 25      |       |
| 22   | Kevin Mitchell     | Yamaha   | 35.21.982 | 27      |       |
| 23   | Hans Becker        | Yamaha   | 35.22.508 | 26      |       |
| 24   | Rachel Nicotte     | Yamaha   | 35.38.444 | 34      |       |
| 25   | José Barresi       | Yamaha   | 1 giro    | 32      |       |
| 26   | Renzo Colleoni     | Aprilia  | 1 giro    | 24      |       |
| 27   | Jean Foray         | Yamaha   | 1 giro    | 35      |       |

### Ritirati
| Pilota           | Moto    | Motivo | Griglia |
| ---------------- | ------- | ------ | ------- |
| Àlex Crivillé    | Yamaha  |        | 15      |
| Adrien Morillas  | Aprilia |        | 33      |
| Masahiro Shimizu | Honda   |        | 10      |
| Erich Neumair    | Yamaha  |        | 28      |
| Carlos Lavado    | Aprilia |        | 12      |
| Carlos Cardús    | Honda   |        | 1       |
| Fausto Ricci     | Aprilia |        | 36      |
| Alberto Puig     | Yamaha  |        | 22      |

### Non partito
| Pilota           | Moto    | Motivo | Griglia |
| ---------------- | ------- | ------ | ------- |
| Corrado Catalano | Aprilia |        | 21      |

### Non qualificati
| Pilota        | Moto    |
| ------------- | ------- |
| Darren Milner | Aprilia |
| Alain Bronec  | Aprilia |

## Classe 125

### Arrivati al traguardo
| Pos. | Pilota              | Moto      | Tempo     | Griglia | Punti |
| ---- | ------------------- | --------- | --------- | ------- | ----- |
| 1    | Jorge Martínez      | JJ Cobas  | 36.05.777 | 5       | 20    |
| 2    | Loris Capirossi     | Honda     | 36.06.024 | 8       | 17    |
| 3    | Stefan Prein        | Honda     | 36.11.110 | 2       | 15    |
| 4    | Bruno Casanova      | Aprilia   | 36.11.228 | 3       | 13    |
| 5    | Manuel Hernández    | Honda     | 36.12.802 | 11      | 11    |
| 6    | Doriano Romboni     | Honda     | 36.13.658 | 10      | 10    |
| 7    | Adi Stadler         | JJ Cobas  | 36.13.668 | 9       | 9     |
| 8    | Alessandro Gramigni | Aprilia   | 36.13.916 | 12      | 8     |
| 9    | Gabriele Debbia     | Aprilia   | 36.15.297 | 21      | 7     |
| 10   | Julián Miralles     | JJ Cobas  | 36.26.994 | 15      | 6     |
| 11   | Herri Torrontegui   | Honda     | 36.27.151 | 34      | 5     |
| 12   | Hans Spaan          | Honda     | 36.34.537 | 1       | 4     |
| 13   | Thierry Feuz        | Honda     | 36.34.677 | 13      | 3     |
| 14   | Alfred Waibel       | Honda     | 36.36.384 | 26      | 2     |
| 15   | Allan Scott         | Honda     | 36.36.404 | 22      | 1     |
| 16   | Ralf Waldmann       | Rotax     | 36.37.289 | 4       |       |
| 17   | Robin Milton        | Honda     | 36.39.568 | 16      |       |
| 18   | Hisashi Unemoto     | Honda     | 36.54.239 | 18      |       |
| 19   | Antonio Sánchez     | JJ Cobas  | 36.54.521 | 23      |       |
| 20   | Heinz Lüthi         | Honda     | 37.07.266 | 7       |       |
| 21   | Flemming Kistrup    | Honda     | 37.16.643 | 25      |       |
| 22   | Robin Appleyard     | Honda     | 37.28.384 | 29      |       |
| 23   | Bady Hassaine       | Honda     | 37.30.469 | 14      |       |
| 24   | Mike Leitner        | Honda     | 37.38.355 | 19      |       |
| 25   | Hubert Abold        | Rotax     | 37.38.935 | 6       |       |
| 26   | Emilio Cuppini      | Honda     | 37.39.850 | 28      |       |
| 27   | Stefan Dörflinger   | Aprilia   | 1 giro    | 32      |       |
| 28   | Maurizio Vitali     | Gazzaniga | 1 giro    | 20      |       |
| 29   | Hans Koopman        | Honda     | 1 giro    | 31      |       |

### Ritirati
| Pilota           | Moto     | Motivo | Griglia |
| ---------------- | -------- | ------ | ------- |
| Johnny Wickström | JJ Cobas |        | 30      |
| Dirk Raudies     | Honda    |        | 17      |
| Manuel Herreros  | JJ Cobas |        | 27      |
| Fausto Gresini   | Honda    |        | 24      |
| Janez Pintar     | Honda    |        | 35      |
| Peter Öttl       | Rotax    |        | 36      |
| Stefan Kurfiss   | Honda    |        | 33      |

### Non qualificati
| Pilota         | Moto    |
| -------------- | ------- |
| Stuart Edwards | Honda   |
| Hervé Duffard  | Honda   |
| Taru Rinne     | Honda   |
| José Saez      | Honda   |
| Jos van Dongen | Honda   |
| Jaime Mariano  | Casal   |
| Peter Galvin   | Honda   |
| Gabriele Gnani | Gnani   |
| Mike Stief     | Rotax   |
| Stefan Brägger | Aprilia |

## Classe sidecar
L'equipaggio Egbert Streuer-Geral de Haas ottiene la sua prima vittoria della stagione dominando la gara, anche perché disputata su asfalto bagnato, condizione in cui i suoi pneumatici Yokohama sono i più performanti. Salgono sul podio anche i leader della classifica Steve Webster-Gavin Simmons e Alain Michel-Simon Birchall.
Nel mondiale Webster è saldamente in testa con 91 punti, davanti a Biland e Michel a 54, Güdel a 51, Abbott a 49 e Streuer a 46.

### Arrivati al traguardo (posizioni a punti)[5]
| Pos | Pilota             | Passeggero        | Moto          | Tempo     | Punti |
| --- | ------------------ | ----------------- | ------------- | --------- | ----- |
| 1   | Egbert Streuer     | Geral de Haas     | LCR-Yamaha    | 36'09"945 | 20    |
| 2   | Steve Webster      | Gavin Simmons     | LCR-Krauser   | 36'26"900 | 17    |
| 3   | Alain Michel       | Simon Birchall    | LCR-Krauser   | 36'51"648 | 15    |
| 4   | Rolf Biland        | Kurt Waltisperg   | LCR-Krauser   | 37'02"626 | 13    |
| 5   | Paul Güdel         | Charly Güdel      | LCR-Yamaha    | 37'08"539 | 11    |
| 6   | Yoshisada Kumagaya | Brian Houghton    | Windle-JPX    | 37'24"059 | 10    |
| 7   | Steve Abbott       | Shaun Smith       | Windle-Yamaha | 37'35"724 | 9     |
| 8   | Derek Jones        | Peter Brown       | LCR-Yamaha    | +1 giro   | 8     |
| 9   | Barry Smith        | David Smith       | Windle-ADM    | +1 giro   | 7     |
| 10  | Tony Baker         | Trevor Crone      | LCR-Yamaha    | +1 giro   | 6     |
| 11  | Wolfgang Stropek   | Robert Aichlseder | LCR-ADM       | +1 giro   | 5     |
| 12  | Fritz Stölzle      | Hubert Stölzle    | LCR-Krauser   | +1 giro   | 4     |
| 13  | Markus Egloff      | Urs Egloff        | SMS-Yamaha    | +1 giro   | 3     |
| 14  | Ralph Bohnhorst    | Thomas Böttcher   | LCR-Yamaha    | +1 giro   | 2     |
| 15  | Gary Thomas        | Tony Strevens     | LCR-Krauser   | +1 giro   | 1     |